# Going Down Town Tonight
Going Down Town Tonight è un brano pop rock prodotto dalla band inglese Status Quo, pubblicato come singolo nel 1984.

## La canzone
Inciso inizialmente nel 1983 ed incluso nell'album Back to Back, questo brano viene nuovamente registrato dagli Status Quo all'inizio del 1984 in una diversa versione da pubblicare come singolo.
Sebbene sia presente la tipica impronta rock del gruppo, lo stile della traccia si evidenzia decisamente pop, con batterie sintetiche e tastiere ben esplicite, secondo gli standard sonori di moda nella metà degli anni ottanta.
Molti dei seguaci della vecchia guardia storcono il naso, ma il singolo ottiene un buon successo andando al n. 20 UK.

## Tracce
1. Going Down Town Tonight (Re-recorded version) - 4:20 - (G. Johnson)
2. Too Close to the Ground - 3:43 - (Parfitt/Bown)

## Formazione
- Francis Rossi (chitarra solista, voce)
- Rick Parfitt (chitarra ritmica, voce)
- Andy Bown (tastiere, chitarra, armonica a bocca, cori)
- Alan Lancaster (basso, voce)
- Pete Kircher (percussioni)

## British singles chart
| Posizione | 30 | 23 | 20 | 27 | 35 | 51 | uscito |